# Valerie van Roon
Valerie van Roon (13 de agosto de 1998) es una deportista neerlandesa que compite en natación.
Ganó dos medallas en el Campeonato Mundial de Natación en Piscina Corta, en los años 2018 y 2022, dos medallas de bronce en el Campeonato Europeo de Natación de 2022 y tres medallas en el Campeonato Europeo de Natación en Piscina Corta entre los años 2017 y 2021.

## Palmarés internacional
| Campeonato Mundial en Piscina Corta | Campeonato Mundial en Piscina Corta | Campeonato Mundial en Piscina Corta | Campeonato Mundial en Piscina Corta |
| Año                                 | Lugar                               | Medalla                             | Prueba                              |
| ----------------------------------- | ----------------------------------- | ----------------------------------- | ----------------------------------- |
| 2018                                | Hangzhou (China)                    | Medalla de plata                    | 4 × 50 m libre                      |
| 2022                                | Melbourne (Australia)               | Medalla de bronce                   | 4 × 50 m libre                      |
| Campeonato Europeo                  |                                     |                                     |                                     |
| Año                                 | Lugar                               | Medalla                             | Prueba                              |
| 2022                                | Roma (Italia)                       | Medalla de bronce                   | 50 m libre                          |
| 2022                                | Roma (Italia)                       | Medalla de bronce                   | 4 × 100 m libre                     |
| Campeonato Europeo en Piscina Corta |                                     |                                     |                                     |
| Año                                 | Lugar                               | Medalla                             | Prueba                              |
| 2017                                | Copenhague (Dinamarca)              | Medalla de oro                      | 4 × 50 m libre                      |
| 2019                                | Glasgow (Reino Unido)               | Medalla de oro                      | 4 × 50 m libre                      |
| 2021                                | Kazán (Rusia)                       | Medalla de plata                    | 4 × 50 m libre                      |